# 本法寺 (文京区)
本法寺（ほんぽうじ）は、東京都文京区にある真宗大谷派の寺院。

## 歴史
1471年（文明3年）、蓮如によって開山された。元々は近江国滋賀郡堅田（現・滋賀県大津市堅田）に位置していた。その後、戦火で廃寺化した。
1627年（寛永4年）、教映によって三河国宝飯郡大塚（現・愛知県蒲郡市大塚町）で中興した。その後、1675年（延宝3年）に牛込に移転し、1705年（宝永2年）に現在地に移転した。

## 寺宝等
- 阿弥陀如来像（本尊）
- 蓮如上人坐像
- 真面御影掛軸

## 墓所
- 夏目家

夏目漱石の実家の墓である。なお漱石本人の墓は雑司ヶ谷霊園にある。
- 村田雲渓（画家）
- 村田玉鱗（画家）
- 村田海月（画家）

## 交通アクセス
- 江戸川橋駅4番出口より徒歩7分（経路案内）。